# Operació fred
Operació fred és un dispositiu d'actuació que s'ofereix a la gent que viu al carrer per a abordar situacions d'emergència i atendre les persones durant l'època de les baixades de temperatura. És un servei que ofereix atenció de les 20h fins a les 8h de l'endemà, oferint sopar, dutxa, consigna, llit i l'esmorzar.
A Barcelona l'any 2018-2019 l'Ajuntament de Barcelona ha doblegat el nombre de places per a allotjar a les persones sense llar, arribant a augmentar el nombre de llits fins a 400. A València, l'any 2015 l'Ajuntament de València va atendre a un total de 222 persones, tenint en compte que comptaven amb 376 places.